# Forte de Roppe

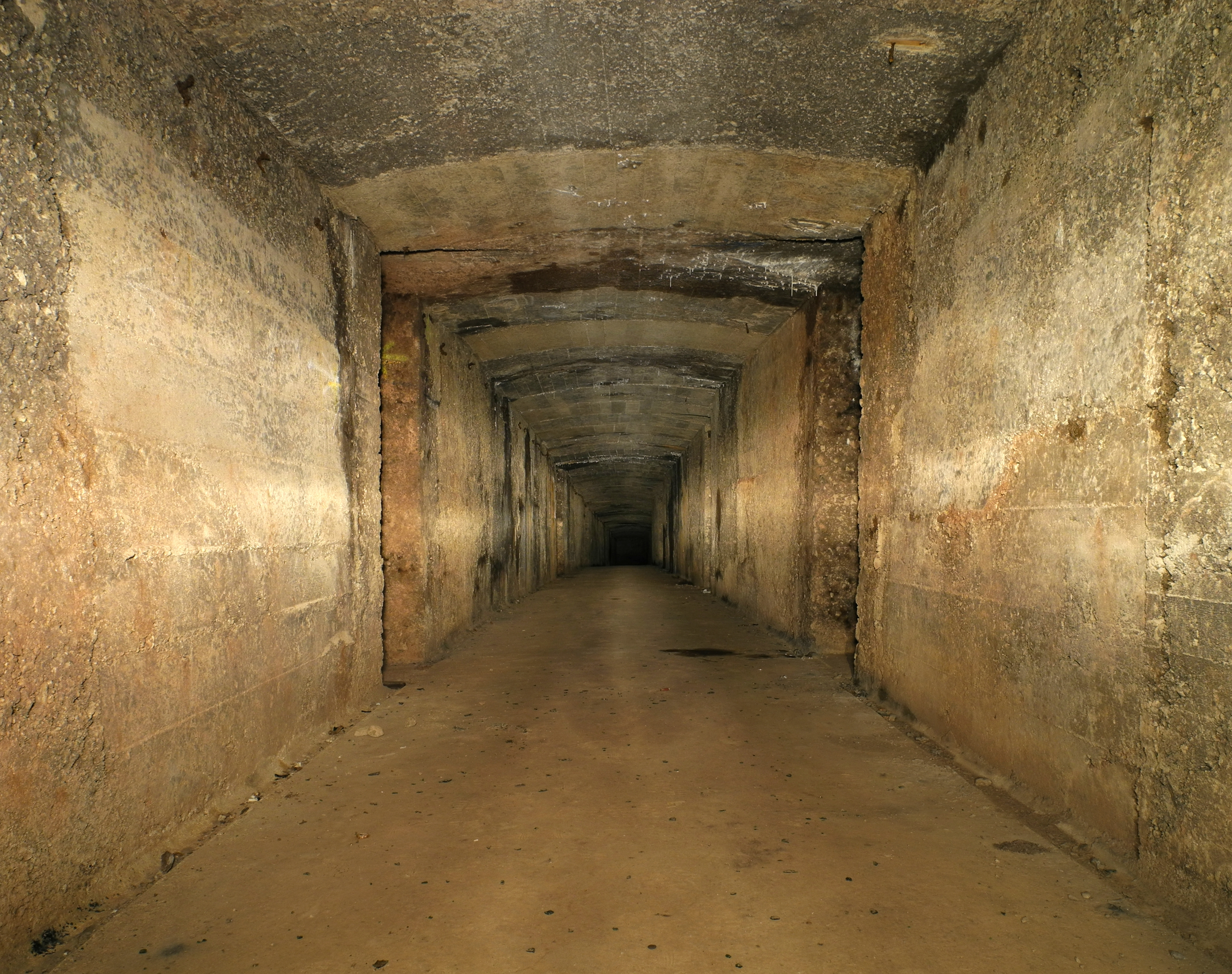
Interior do Forte de Roppe, França.

O Forte de Roppe (em francês:  Fort de Roppe), de seu nome verdadeiro Fort Ney, foi construído entre 1875 e 1877. É uma obra que faz parte das fortificações do Leste da França do tipo Séré de Rivières e é parte integrante da praça forte de Belfort.
Este forte, localizado no topo de uma colina próxima de Roppe, possui uma ponte levadiça à entrada principal. Em 1889, um abrigo de cavernas foi construído nas proximidades. A partir de 1893, esse forte foi ligado a um certo número de outros fortes à volta de Belfort graças a um caminho de ferro estratégico.
Durante a Primeira Guerra Mundial, foram escavadas e cimentadas galerias por baixo do forte que ligam diversos locais do forte a uma caserna (do francês caserne, significando alojamento dos soldados num quartel ou forte) subterrânea, também ela cimentada.

## Rumores
- Um túnel ligaria todas as fortificações do sistema Séré de Rivières à volta de Belfort.
- Um túnel ligaria a fortificação a Dijon.